# Miss B. Haven
Miss B. Haven war eine dänische Rockband, die von 1986 bis 1997 bestand.

## Bandgeschichte
Cabble, Mathiesen und Skoven spielten bereits ab 1984 in einer Band namens Clinic Q zusammen, im Sommer 1986 gründeten sie mit Eriksen „Miss B. Haven“. Der Band gelangen in ihrer Heimat einige Hits in dänischer Sprache, darunter Fange i dit hjerte (1988). 1989 stieß die Keyboarderin Grooss zur Band. Im selben Jahr entstand das in London eingespielte, englischsprachige Album Nobody’s Angel, welches von Jeff Lynne und dem damaligen Transvision-Vamp-Produzenten Duncan Bridgeman produziert wurde. Mathiesen spielte im Gegenzug auf Lynnes Soloveröffentlichung Armchair Theatre.
Skoven verließ die Band Mitte der 1990er Jahre, nahm ein Theologiestudium auf und arbeitete danach als Priesterin in Kopenhagen. Sie verstarb am 27. März 2013 an Lungenkrebs. Die Band wurde 1997 aufgelöst. Cabble und Mathiesen sind weiterhin als Komponisten und Texter aktiv und haben als solche bereits mehrfach an der nationalen Endauswahl für den Eurovision Song Contest teilgenommen. Sie schrieben für die in der DDR geborene Aud Wilken den Titel  Fra Mols til Skagen, welcher 1995 den fünften Platz erreichte. Cabble nahm auch an der dänischen Vorausscheidung zum Eurovision Song Contest 2009 teil, ihre Titel Det' det und Big bang baby unterlagen jedoch dem unter anderem von Ronan Keating verfassten Believe Again. 2013 waren sie mit dem Titel Only Teardrops erfolgreich, mit dem Emmelie de Forest den Eurovision Song Contest gewann. Die Keyboarderin Grooss wechselte zur dänischen Band Jodeladies, welche volkstümliche Musik mit deutschen Texten spielen.

## Alben
- 1987: Miss B. Haven
- 1988: Ice on Fire (englischsprachige Version des Albums Miss B. Haven)
- 1988: On Honeymoon
- 1990: Nobody’s Angel[6]
- 1991: Mellem hjerter og spar
- 1992: Miss B. Haven (englischsprachige Version des Albums Mellem hjerter og spar)
- 1994: Suk & Stads
- 1996: Marta Marta (englischsprachige Neuaufnahmen bestehender Titel)
- 2000: Mislyde (Best-of-Doppel-CD)